# Peter Café Sport
O Peter Café Sport localiza-se no centro histórico da cidade da Horta, na ilha do Faial, nos Açores. Constitui-se em um marco histórico e cultural do arquipélago e, particularmente, da ilha. Uma expressão, consagrada entre os iatistas, resume esse destaque: "Se velejares até à Horta e não visitares o 'Peter Café Sport', não viste a Horta na realidade". Jacinto Vilaomier ratifica esse sentimento ao afirmar:
"Café Sport, símbolo do andar dos homens livres por um mundo belo e extenso sem fronteiras de raça nem de costumes (...)."(in: "Azul Profundo", 1990.)
Em 1986, a revista Newsweek considerou-o entre os melhores bares do mundo, sendo um membro honorário do OCC ( Ocean Crusing Club) e dos CTT.

## História

### Azorean House
Ernesto Lourenço S. Azevedo possuía um bazar de artesanato no Largo do Infante, que se dedicava ao comércio de produtos locais. Lá vendia bordados, rendas, chapéus e cestos de palha, flores de penas, trabalhos de crivo e muitos outros artigos do artesanato local. E foi com esses produtos que, em 1888, participou na Exposição Industrial de Lisboa, tendo obtido, pela sua qualidade e diversidade, a respectiva medalha de ouro e diploma.
A mudança do século levou Ernesto Azevedo para a Rua Tenente Valadim, adquirindo um dos edifícios que hoje está incluído naquilo que hoje é o "Peter". Chamando-lhe "Azorean House", mantendo o comércio de artesanato mas passando também a vender bebidas, este novo estabelecimento permitia ao seu proprietário a enorme vantagem de estar mais próximo do porto e, por isso, de todo o movimento que ele gerava como único local de entrada e saída de bens e pessoas da ilha.

### Fundador e origem do Café Sport
Em 1918 Henrique Azevedo (n. 20 de Abril de 1859, f. 24 de Março de 1931), filho de Ernesto, transfere a Azorean House para o edifício vizinho do lado norte, mantém o mesmo ramo de negócio e muda-lhe o nome para "Café Sport", consagrando assim, no nome do Café a sua paixão pelo desporto, pois era praticante habitual de futebol, remo e bilhar – numa altura em que a prática desportiva generalizada à população ainda dava os seus primeiros passos.
Foi Henrique Azevedo a lançar algumas das grandes características que ainda no presente tipificam o "Peter": a escolha do mobiliário (ainda hoje é utilizado mobiliário do mesmo tipo), a águia como símbolo e o "gin tónico" como bebida muito apreciada.

### Os rebocadores
A década de vinte trouxe ao desenvolvimento, afirmação consolidação do Café Sport um novo e importante facto: o estacionamento dos rebocadores holandeses, a partir de 1921, no porto da Horta. As dificuldades da navegação no Atlântico Norte no Inverno, as deficientes condições técnicas das embarcações, a falta de uma previsão meteorológica mais fidedigna e antecipada, tornavam perigosa a navegação e eram frequentes os pedidos de socorro e ajuda por parte de embarcações surpreendidas pelo mau tempo. A Horta era um dos locais de estacionamento dos rebocadores holandeses que prestavam apoio e socorro à navegação em dificuldades. Estacionando no Faial durante o Inverno, na chamada "época baixa", numa altura em que a tendência do movimento no Café era para diminuir, os tripulantes dos rebocadores holandeses representaram um importante elemento de animação da actividade económica do Café Sport, ao darem-lhe preferência e ao transformarem-se em clientes habituais e bons consumidores.

### A origem do nome Peter
No início da Guerra, veio para a Horta o navio H.M.S. Lusitania II da Royal Navy , que havia perdido a popa devido ao lançamento de uma bomba de profundidade que rebentou antes do tempo. O navio estacionou no porto durante todo o conflito mundial e foi utilizado como base de distribuição de comunicações para as embarcações que desempenhavam missões militares no Atlântico Norte. Foi no Lusitânia II que nasceu o nome de "Peter". 
Um graduado, o oficial-chefe de munições e manutenção do navio, que se tornou amigo do então jovem José Azevedo (n. 18 de Maio de 1925, f. 19 de Novembro de 2005), filho de Henrique, que arranjara trabalho no navio durante os tempos de guerra. Reconhecendo semelhanças entre José e o seu filho de nome Peter, o oficial passou a chamar-lhe de Peter, argumentando que era uma forma de se sentir mais perto do filho. Dos ingleses para os portugueses, o nome de "Peter" passou tão rápida como indelevelmente de tal forma que suplantou o nome de baptismo de José Azevedo, e por essa alcunha José Azevedo ficou conhecido o resto da sua vida.
Peter, que desde miúdo ajudara o pai – começando por distribuir bebidas para consumo doméstico, em cestos de palha, por casa dos estrangeiros que habitavam a Horta – depois da guerra, dedica-se a tempo inteiro ao negócio da família, acabando por assumir a liderança do Café Sport a partir da década de 60.

### Os Aventureiros
A década de sessenta trouxe ao Faial e ao seu porto um novo tipo de visitantes: os tripulantes das embarcações de recreio que, por desafiarem os perigos dos mares em veleiros por vezes minúsculos, receberam dos faialenses o nome de "aventureiros". A crescente procura da Horta pelos tripulantes das embarcações de recreio resulta da conjugação de uma pluralidade de factores, que vão desde a sua localização estratégica no Atlântico e às condições naturais e atractivas da sua baía, até à invulgar capacidade dos faialenses em bem receber, serem prestáveis, hospitaleiros, criando e fortalecendo laços de simpatia para com os visitantes estrangeiros. Mas igualmente decisivo na divulgação das excelências e particularidades atractivas do porto da Horta entre a comunidade iatista internacional foram, sem dúvida, os inúmeros testemunhos escritos, em livro, que várias gerações de aventureiros foram deixando registados. E todos os anos foram sendo cada vez mais os iates que demandavam a Horta e gravavam a sua passagem por este porto com uma pintura no "paredão da doca" e, a partir de 1986, na própria Marina, construída para satisfazer esta crescente procura da Horta pelos iatistas.

### A nova imagem do Café Sport
José Azevedo “Peter”, mantendo a tradição e a feição familiar do negócio, associa o filho José Henrique Gonçalves Azevedo (n. 03 de Maio de 1960) à gestão do estabelecimento. José Henrique já desde 1967 dedicava as suas férias ao trabalho no Café, recebendo do avô e do pai a herança, a mística e a forma do tratamento pessoal e amistoso que caracterizam o "Peter - Café Sport".
Mas foi só a partir de 1978 que se dedicou a tempo inteiro à empresa e foi, em grande parte, devido ao seu empenho que nasceu, em 1986, após obras de adaptação no piso superior, o "Museu do Peter", visitado por milhares de turistas e que constitui uma verdadeira preciosidade e a "menina dos olhos" dos seus proprietários. Simultaneamente, e coincidindo com a diminuição do fabrico do artesanato em marfim e osso de baleia, foi lançada uma nova linha de souvenirs, que publicitam o "Peter" e divulgam a sua nova imagem: uma baleia.
José Henrique Azevedo, filho do "Peter", sucedeu-o à frente dos negócios, em 19 de Novembro de 2005.

## Homenagens
Desde do início da década de 1960, quando assumiu o negócio, José de Azevedo "Peter" tornou-se conhecido pela arte de bem receber os iatistas e por lhes prestar assistência quando em trânsito na baía da Horta. Em 1967, o Ocean Crusing Club, através do seu presidente e fundador, Humphrey Barton, propõs José Azevedo como sócio em reconhecimento dos muitos serviços prestados aos iatistas. Em 1981, foi nomeado sócio-honorário do Ocean Crusing Club.
No plano nacional, o reconhecimento manifestou-se pelo convite para participar na Expo98, em Lisboa, onde foi montada uma réplica do "Peter Café Sport".
Em 2000, participou na Feira Internacional do Mar e dos Marinheiros.
Em 2003, foi agraciado pelo então Presidente da República Portuguesa, Dr. Jorge Sampaio, com a Medalha de Grau Oficial da Ordem de Mérito, e, pela Secretaria de Estado, com a medalha de "Mérito Comercial e Turístico".
O Papa João Paulo II concedeu-lhe a Bênção Apostólica.
No ano seguinte, recebeu o galardão "Correio de Ouro" atribuído pelos CTT, pelo serviço postal internacional.
Recebeu ainda a visita dos reis de Espanha, a 28 de Julho de 2005, em sua visita a título privado aos Açores. Em Agosto, foi homenageado pelo Banco Millennium BCP pelo "seu empreendedorismo, inovação e dedicação".